# Kadadinni, Manvi
Kadadinni là một làng thuộc tehsil Manvi, huyện Raichur, bang Karnataka, Ấn Độ.